# 99193 Obsfabra
99193 Obsfabra è un asteroide della fascia principale. Scoperto nel 2001, presenta un'orbita caratterizzata da un semiasse maggiore pari a 3,0656901 UA e da un'eccentricità di 0,3297689, inclinata di 15,31883° rispetto all'eclittica.
L'asteroide è dedicato all'Osservatorio Fabra di Barcellona.